# 克里斯蒂娜·科比蘭斯卡
克里斯蒂娜·科比蘭斯卡（波蘭語：Krystyna Kobylańska，1925年8月6日－2009年1月30日）是波蘭的音樂家、也是在華沙肖邦社會博物館的前館長。1977年，她修訂了Frédéric Chopin: Thematisch-bibliographisches Werkverzeichnis——簡稱Kobylańska Katalog or KK——是一部含有明確而完整的肖邦音樂作品目錄，並在1979年翻譯成德語。